# Rio Tara
O rio Tara é um curso de água dos Bálcãs que emerge da confluência entre os rios Ospanica e Veruša nos Alpes Dináricos do Montenegro, corre 146 km para norte e converge com o rio Piva perto da fronteira com a Bósnia e Herzegovina para formar o rio Drina. Partes do rio formam secções da fronteira Bósnia e Herzegovina-Montenegro.
O rio Tara corta a Garganta do Tara, o mais profundo desfiladeiro da Europa, com 78 km de extensão e 1.300 m de profundidade. O desfiladeiro é protegido pela UNESCO como Patrimônio da Humanidade e faz parte do Parque Nacional de Durmitor no Montenegro.
Até abril de 2005, os governos bósnio e montenegrino tinham planos para encher a Garganta do Tara de água, com a construção de uma barragem hidrelétrica no rio Drina. No entanto, os planos foram abandonados depois de protestos bem-sucedidos de ambientalistas. Em setembro de 2006, no entanto, foi assinado um protocolo de cooperação entre a companhia eslovena Petrol e a empresa Montenegro-Bonus para a construção de uma usina com potência inicial de 40 a 60 megawatts, apesar da manutenção dos esforços para proteger o desfiladeiro.
O rio Tara não deve ser confundido com o Monte Tara e o Parque Nacional de Tara, situados no sul da Sérvia.
A prática de rafting é bastante popular no rio Tara. Entre as atrações da área está a Ponte Djurdjevitsa, no cruzamento entre Mojkovac, Žabljak e Pljevlja.